# 通霄一交流道
24°29′26″N 120°40′29″E / 24.490647°N 120.674789°E
通霄一交流道是台61線的交流道，位於苗栗縣通霄鎮通霄灣，指標為121k（實際里程位於121.5K）。2007年2月5日通車初期，形式為直接式，後改為平面Y型，2018年6月2日下午六時開放北上匝道通車。原名南通灣交流道，為配合「台61線白沙屯至通霄段新建工程」而改名。
|  | 121 通霄一 |  | 通霄 |

## 外部連結
- 台61線通霄一交流道、通霄二交流道、苑裡交流道示意圖 （页面存档备份，存于）（交通部公路總局）